# Liste der Kulturdenkmäler in Gottsbüren
Die folgende Liste enthält die in der Denkmaltopographie ausgewiesenen Kulturdenkmäler auf dem Gebiet des Ortsteils Gottsbüren der  Stadt Trendelburg, Landkreis Kassel, Hessen.
Hinweis: Die Reihenfolge der Denkmäler in dieser Liste orientiert sich an der Anschrift, alternativ ist sie auch nach der Bezeichnung oder der Bauzeit sortierbar.
Kulturdenkmäler werden fortlaufend im Denkmalverzeichnis des Landes Hessen durch das Landesamt für Denkmalpflege Hessen auf Basis des Hessischen Denkmalschutzgesetzes (HDSchG) geführt. Die Schutzwürdigkeit eines Kulturdenkmals hängt nicht von der Eintragung in das Denkmalverzeichnis des Landes Hessen oder der Veröffentlichung in der Denkmaltopographie ab.

## Gottsbüren

### Gesamtanlage I – Historisches Zentrum um die Kirche
| Bild                                                                              | Bezeichnung                        | Lage                | Beschreibung                       | Bauzeit | Daten |
| --------------------------------------------------------------------------------- | ---------------------------------- | ------------------- | ---------------------------------- | ------- | ----- |
| Bild gesucht BW                                                                   | Gesamtanlage I                     | Lage                | Historisches Zentrum um die Kirche |         |       |
| Bild gesucht BW                                                                   | Fachwerkbau Am Kirchhof 1          | Am Kirchhof 1 Lage  |                                    |         |       |
| weitere Bilder                                                                    | Evangelische Pfarrkirche           | Am Kirchhof 4 Lage  |                                    |         |       |
| Bild gesucht BW                                                                   | Längsdielenhaus Am Kirchhof 6      | Am Kirchhof 6 Lage  |                                    |         |       |
| Bild gesucht BW                                                                   | Längsdielenhaus Am Kirchhof 9      | Am Kirchhof 9 Lage  |                                    |         |       |
| Bild gesucht BW                                                                   | Längsdielenhaus Am Kirchhof 11     | Am Kirchhof 11 Lage |                                    |         |       |
| Bild gesucht BW                                                                   | Wohnwirtschaftsgebäude Leimdieck 1 | Leimdieck 1 Lage    |                                    |         |       |
| Bild gesucht BW                                                                   | Längsdielenhaus Leimdieck 2        | Lage                |                                    |         |       |
| Bild gesucht BW                                                                   | Querdielenhaus Leimdieck 3         | Lage                |                                    |         |       |
| Bild gesucht BW                                                                   | Gasthaus Rusteberg 1               | Rusteberg 1 Lage    |                                    |         |       |
| Das Haus Rusteberg 2 ist das Haus auf der rechten Seite mit dem auffälligen Erker | Putzbau Rusteberg 2                | Rusteberg 2 Lage    |                                    |         |       |
| Bild gesucht BW                                                                   | Längsdielenhaus Rusteberg 5/7      | Rusteberg 5/7 Lage  |                                    |         |       |
| Bild gesucht BW                                                                   | Fachwerkbau Rusteberg 6            | Rusteberg 6 Lage    |                                    |         |       |
| Bild gesucht BW                                                                   | Längsdielenhaus Rusteberg 9        | Rusteberg 9 Lage    |                                    |         |       |
| Bild gesucht BW                                                                   | Querdielenhaus Rusteberg 13        | Rusteberg 13 Lage   |                                    |         |       |

### Gesamtanlage II – Pilgerweg, Schusterweg und Sababurger Straße
| Bild            | Bezeichnung                                 | Lage                             | Beschreibung                                 | Bauzeit | Daten |
| --------------- | ------------------------------------------- | -------------------------------- | -------------------------------------------- | ------- | ----- |
| Bild gesucht BW | Gesamtanlage II                             | Lage                             | Pilgerweg, Schusterweg und Sababurger Straße |         |       |
| Bild gesucht BW | Flurquerdielenhaus Entenecke 3 und 4        | Entenecke 3 und 4 Lage           |                                              |         |       |
| Bild gesucht BW | Querdielenhaus Hofgeismarer Straße 1        | Hofgeismarer Straße 1 Lage       |                                              |         |       |
| Bild gesucht BW | Längsdielenhaus Lehmkuhle 2                 | Lehmkuhle 2 Lage                 |                                              |         |       |
| Bild gesucht BW | Längsdielenhaus Mühlenweg 1                 | Mühlenstraße 1 Lage              |                                              |         |       |
| Bild gesucht BW | Rähmbau Pilgerweg 3                         | Pilgerweg 3 Lage                 |                                              |         |       |
| Bild gesucht BW | Querdielenbau Pilgerweg 5                   | Pilgerweg 5 Lage                 |                                              |         |       |
| Bild gesucht BW | Längsdielenhaus Pilgerweg 8                 | Pilgerweg 8 Lage                 |                                              |         |       |
| Bild gesucht BW | Längsdielenhaus Pilgerweg 12                | Pilgerweg 12 Lage                |                                              |         |       |
| Bild gesucht BW | Wohnwirtschaftsgebäude Pilgerweg 14         | Pilgerweg 14 Lage                |                                              |         |       |
| Bild gesucht BW | Querdielenhaus Pilgerweg 16                 | Pilgerweg 16 Lage                |                                              |         |       |
| Bild gesucht BW | Flurquerdielenhaus Pilgerweg 18             | Pilgerweg 18 Lage                |                                              |         |       |
| Bild gesucht BW | Längsdielenhaus Sababurger Straße 1         | Sababurger Straße 1 Lage         |                                              |         |       |
| Bild gesucht BW | Rähmbau Sababurger Straße 3                 | Sababurger Straße 3 Lage         |                                              |         |       |
| Bild gesucht BW | Wohnwirtschaftsgebäude Sababurger Straße 8  | Sababurger Straße 8 Lage         |                                              |         |       |
| Bild gesucht BW | Längsdielenhaus Sababurger Straße 10        | Sababurger Straße 10 Lage        |                                              |         |       |
| Bild gesucht BW | Wohnwirtschaftsgebäude Sababurger Straße 12 | Sababurger Straße 12 Lage        |                                              |         |       |
| Bild gesucht BW | Längsdielenhaus Sababurger Straße 14        | Sababurger Straße 14 Lage        |                                              |         |       |
| Bild gesucht BW | Längsdielenhaus Sababurger Straße 20        | Sababurger Straße 20 Lage        |                                              |         |       |
| Bild gesucht BW | Längsdielenhaus Sababurger Straße 22 und 24 | Sababurger Straße 22 und 24 Lage |                                              |         |       |
| Bild gesucht BW | Fachwerkwohnhaus Sababurger Straße 26       | Sababurger Straße 26 Lage        |                                              |         |       |
| Bild gesucht BW | Längsdielenhaus Sababurger Straße 28        | Sababurger Straße 28 Lage        |                                              |         |       |
| Bild gesucht BW | Querdielenhaus Sababurger Straße 30         | Sababurger Straße 30 Lage        |                                              |         |       |
| Bild gesucht BW | Längsdielenhaus Sababurger Straße 32        | Sababurger Straße 32 Lage        |                                              |         |       |
| Bild gesucht BW | Längsdielenhaus Sababurger Straße 34        | Sababurger Straße 34 Lage        |                                              |         |       |
| Bild gesucht BW | Querdielenhaus Sababurger Straße 36         | Sababurger Straße 36 Lage        |                                              |         |       |
| Bild gesucht BW | Fachwerkgebäude Schusterweg 1               | Schusterweg 1 Lage               |                                              |         |       |
| Bild gesucht BW | Querdielenhaus Schusterweg 2                | Schusterweg 2 Lage               |                                              |         |       |
| Bild gesucht BW | Doppelhaushälfte Schusterweg 5              | Schusterweg 5 Lage               |                                              |         |       |
| Bild gesucht BW | Doppelhaushälfte Schusterweg 7              | Schusterweg 7 Lage               |                                              |         |       |
| Bild gesucht BW | Längsdielenhaus Schusterweg 9               | Schusterweg 9 Lage               |                                              |         |       |

### Gesamtanlage III – Auf der Insel, Hofgeismarer Straße, Deiseler Weg, Am Katzbach
| Bild            | Bezeichnung                                             | Lage                                          | Beschreibung                                                  | Bauzeit | Daten |
| --------------- | ------------------------------------------------------- | --------------------------------------------- | ------------------------------------------------------------- | ------- | ----- |
| Bild gesucht BW | Gesamtanlage III                                        | Lage                                          | Auf der Insel, Hofgeismarer Straße, Deiseler Weg, Am Katzbach |         |       |
| Bild gesucht BW | Gutshof Am Försterhof 1                                 | Am Försterhof 1 Lage                          |                                                               |         |       |
| Bild gesucht BW | Dorfschule                                              | Am Berg 1 Lage                                |                                                               |         |       |
| Bild gesucht BW | Längsdielenhaus Am Berg 3                               | Am Berg 3 Lage                                |                                                               |         |       |
| Bild gesucht BW | Querdielenhaus Am Katzbach 2 und Hofgeismarer Straße 12 | Am Katzbach 2 und Hofgeismarer Straße 12 Lage |                                                               |         |       |
| Bild gesucht BW | Längsdielenhaus Am Katzbach 13                          | Am Katzbach 13 Lage                           |                                                               |         |       |
| Bild gesucht BW | Längsdielenhaus Auf der Insel 12                        | Auf der Insel 12 Lage                         |                                                               |         |       |
| Bild gesucht BW | Längsdielenhaus Auf der Insel 18                        | Auf der Insel 18 Lage                         |                                                               |         |       |
| Bild gesucht BW | Längsdielenhaus Deiseler Weg 1                          | Deiseler Weg 1 Lage                           |                                                               |         |       |
| Bild gesucht BW | Ehemaliges Längsdielenhaus Deiseler Weg 3               | Deiseler Weg 3 Lage                           |                                                               |         |       |
| Bild gesucht BW | Längsdielenhaus Deiseler Weg 5                          | Deiseler Weg 5 Lage                           |                                                               |         |       |
| Bild gesucht BW | Längsdielenhaus Deiseler Weg 8 und 10                   | Deiseler Weg 8 und 10 Lage                    |                                                               |         |       |
| Bild gesucht BW | Wohngebäude Hofgeismarer Straße 6                       | Hofgeismarer Straße 6 Lage                    |                                                               |         |       |
| Bild gesucht BW | Teil eines Doppelhauses Hofgeismarer Straße 8           | Hofgeismarer Straße 8 Lage                    |                                                               |         |       |

### Außerhalb der Gesamtanlagen
| Bild            | Bezeichnung                                       | Lage                                           | Beschreibung | Bauzeit | Daten |
| --------------- | ------------------------------------------------- | ---------------------------------------------- | ------------ | ------- | ----- |
| Bild gesucht BW | Ehemaliges Längsdielenhaus Hofgeismarer Straße 11 | Hofgeismarer Straße 11 Lage                    |              |         |       |
| Bild gesucht BW | Wohnwirtschaftsgebäude Hofgeismarer Straße 18     | Hofgeismarer Straße 18 Lage                    |              |         |       |
| Bild gesucht BW | Längsdielenhaus Hofgeismarer Straße 19            | Hofgeismarer Straße 19 Lage                    |              |         |       |
| Bild gesucht BW | Fachwerkbau Lehmkuhle 5                           | Lehmkuhle 5 Lage                               |              |         |       |
| Bild gesucht BW | Flurquerdielenhaus Rusteberg 14                   | Rusteberg 14 Lage                              |              |         |       |
| Bild gesucht BW | Schule                                            | Schulweg 5 Lage                                |              |         |       |
| Bild gesucht BW | Forsthaus                                         | Am Reinhardswald 2 LageFlur: 3, Flurstück: 139 |              |         |       |
| Bild gesucht BW | Forsthaus                                         | Am Reinhardswald 4 LageFlur: 3, Flurstück: 138 |              |         |       |